# Manota duplex
Manota duplex är en tvåvingeart som beskrevs av Heikki Hippa 2006. Manota duplex ingår i släktet Manota och familjen svampmyggor. Inga underarter finns listade i Catalogue of Life.